# Jerusalem-Kreuz

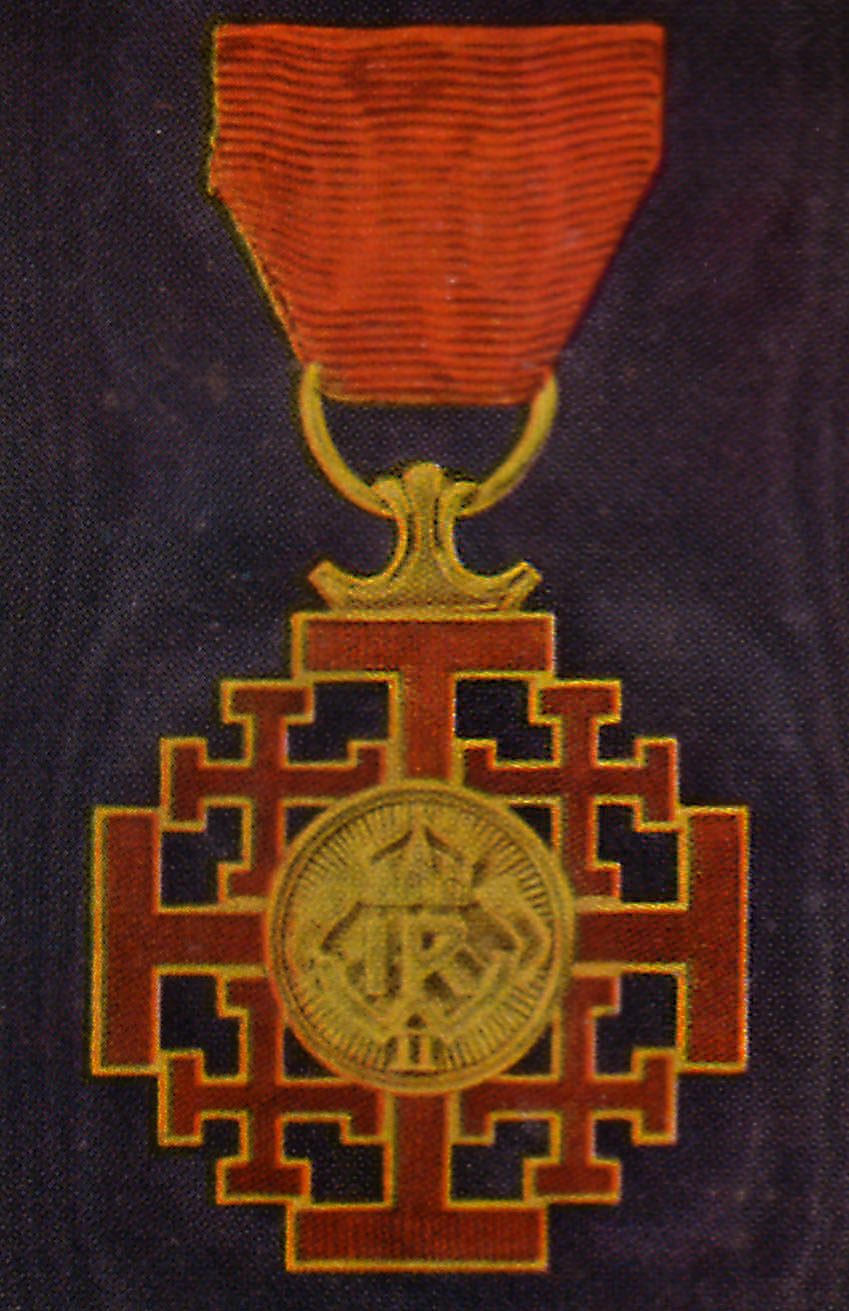
Jerusalem-Erinnerungs-Kreuz

Einen Stiftsorden in Form eines achtzackigen Sterns mit aufgelegtem Jerusalemkreuz hatte bereits König Friedrich Wilhelm IV. von Preußen erstmals 1864 der Äbtissin des Stifts zum Heiligengrabe, Luise von Schierstedt verliehen. Die Form des auf der linken Brust getragenen Ordens war dreifach abgestuft: vergoldeter Stern für die Äbtissin, silbern mit goldener Einfassung für die Priorin, nur silbern für die Stiftsdamen. Zum großen Ornat gehörte ferner ein Jerusalemkreuz ohne Stern am schwarz-weißen Bande, getragen auf der linken Hüfte. Das Jerusalemkreuz wird bis heute als Emblem des Stifts verwendet.
Das Jerusalem-Erinnerungs-Kreuz wurde am 31. Oktober 1898 von Kaiser Wilhelm II. gestiftet und konnte an alle Personen seines Gefolges verliehen werden, die ihn auf der Reise nach Palästina begleitet und an der Einweihung der deutschen evangelischen Erlöserkirche in Jerusalem teilgenommen haben.

Das Ordenszeichen ist ein aus vergoldetem Silber gefertigtes Krückenkreuz mit vier rot emaillierten Kreuzarmen. Zwischen jedem Kreuzarm ist ein weiteres verkleinertes Krückenkreuz angebracht Jerusalemkreuz. Im Medaillon die von der Kaiserkrone gekrönten Initialen W II I R (Wilhelm II Imperator Rex). Rückseitig in römischen Buchstaben mittig für das Stiftungsdatum ein großes X, darüber XXXI, links MD, rechts CCC und unten II C.
Getragen wurde die Auszeichnung an einem zinnoberroten Band auf der linken Brust.